# IIIe législature de la République italienne

Répartition du parlement italien à la suite de la législature de 1958.

La IIIe législature de la République italienne (en italien : La III Legislatura della Repubblica Italiana) est la législature du Parlement de la République italienne qui a été ouverte le 12 juin 1958 et qui s'est fermée le 15 mai 1963.

## Gouvernements
- Gouvernement Fanfani II
  - Du 1er juillet 1958 au 15 février 1959
  - Président du Conseil des ministres d'Italie : Amintore Fanfani (DC)
  - Composition du gouvernement : DC, PSDI
- Gouvernement Segni II
  - Du 15 février 1959 au 23 mars 1960
  - Président du Conseil des ministres d'Italie : Antonio Segni (DC)
  - Composition du gouvernement : DC
- Gouvernement Tambroni
  - Du 25 mars 1960 au 26 juillet 1960
  - Président du Conseil des ministres d'Italie : Fernando Tambroni (DC)
  - Composition du gouvernement : DC
- Gouvernement Fanfani III
  - Du 26 juillet 1960 au 21 février 1962
  - Président du Conseil des ministres d'Italie : Amintore Fanfani (DC)
  - Composition du gouvernement : DC
- Gouvernement Fanfani IV
  - Du 21 février 1962 au 21 juin 1963
  - Président du Conseil des ministres d'Italie : Amintore Fanfani (DC)
  - Composition du gouvernement : DC, PSDI, PRI

## Chambre des députés
| Groupe parlementaire | Nombre de sièges |
| -------------------- | ---------------- |
| DC                   | 273/596          |
| PCI                  | 140/596          |
| PSI                  | 84/596           |
| MSI                  | 24/596           |
| PSDI                 | 22/596           |
| PLI                  | 17/596           |
| PMP                  | 14/596           |
| PNM                  | 11/596           |

## Sénat
| Groupe parlementaire | Nombre de sièges |
| -------------------- | ---------------- |
| DC                   | 123/246          |
| PCI                  | 60/246           |
| PSI                  | 36/246           |
| MSI                  | 8/246            |
| PSDI                 | 5/246            |
| PLI                  | 4/246            |
| PMP                  | 5/246            |
| PNM                  | 2/246            |